# Newton (app)
Newton é uma aplicação de administração do correio eletrónico para iOS, Android, MacOS, e Chrome OS, desenvolvida pela CloudMagic, Inc. A aplicação é conhecida por suas capacidades de busca, as capacidades de multi-plataforma e o interface de usuário. Durante o período de 15 de setembro de 2016 a CloudMagic mudou de nome por Newton Mail com os serviços premium, a adição de uma multidão de novas capacidades e funções. Aos 13 de maio de 2020 a Simform e SoFriendly declararam de aquisição e reinício de Newton Mail. Em sinal de gratidão pelo apoio do serviço o Newton oferece a prolongação por 3 meses para todas as subscrições existentes.

## Características
O Newton assegura o apoio de Gmail, Hotmail, Yahoo Mail, Outlook.com, iCloud, Google Apps, Microsoft Exchange, Office 365, Mail.com, GMX, AOL e IMAP. Na atualidade a aplicação trabalha com todos os dispositivos iOS sob administração de iOS 8 e superior, assim como com os dispositivos Android sob administração de Android 4.0 e superior. O Newton tem sido uma das primeiras aplicações para Chrome OS quando Google decidiu transferir as aplicações de Android em Chromebook.
Em março de 2014 o Newton anunciou a Cards que é uma função que une os serviços populares, tais como Evernote, Pocket, Trello, Asana, Microsoft OneNote, Salesforce.com, Zendesk, e os integra com a aplicação.